# Aeródromo de Nicoya
El aeródromo de Nicoya (IATA: NCT, OACI: MRNC) es un aeródromo público costarricense que sirve a la ciudad de Nicoya en la provincia de Guanacaste. El aeródromo es propiedad pública de la Dirección General de Aviación Civil de Costa Rica.

## Información técnica
La pista de aterrizaje mide 965 metros en longitud y tiene instalaciones muy básicas para recibir pasajeros y avionetas pequeñas. Desde la pista de aterrizaje, en dirección sur y oeste, hay cerros cercanos.
El VOR-DME de Liberia (Ident: LIB) está localizado a 52 kilómetros al norte-noroeste del aeródromo.

## Estadísticas de pasajeros
A pesar de que el aeródromo sirve a la ciudad principal de la península de Nicoya, el aeródromo no tiene servicio programado de pasajeros tanto nacional o internacional pero sí recibe algunos pasajeros en avionetas pequeñas privadas y vuelos chárter. 
Las siguientes estadísticas de pasajeros provienen de los anuarios estadísticos de la Dirección General de Aviación Civil de Costa Rica.